# Buick Velite 6
Buick Velite 6 – elektryczny i hybrydowy samochód osobowy klasy kompaktowej produkowany pod amerykańską marką Buick od 2019 roku.

## Historia i opis modelu

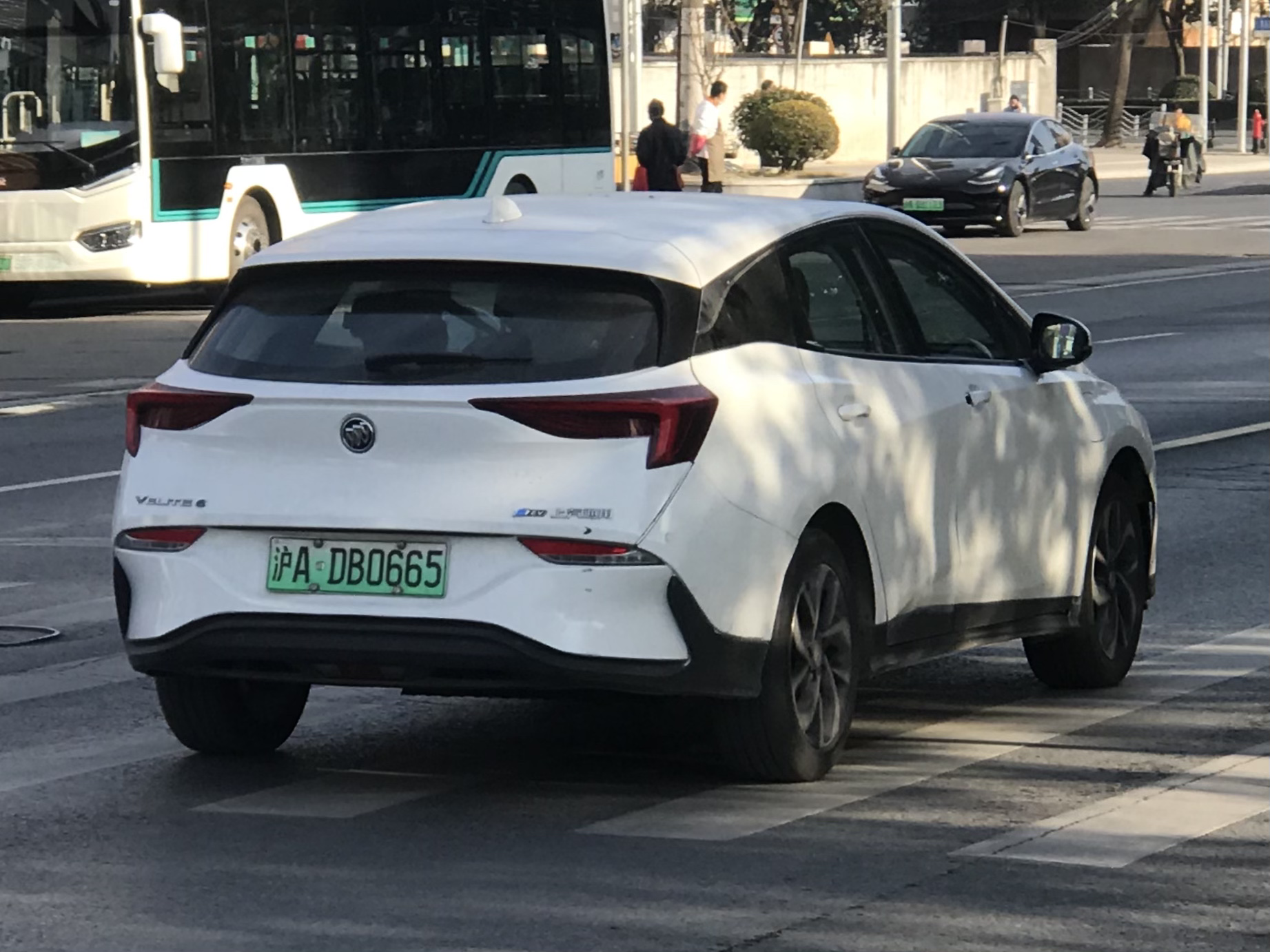
Buick Velite 6 - tył

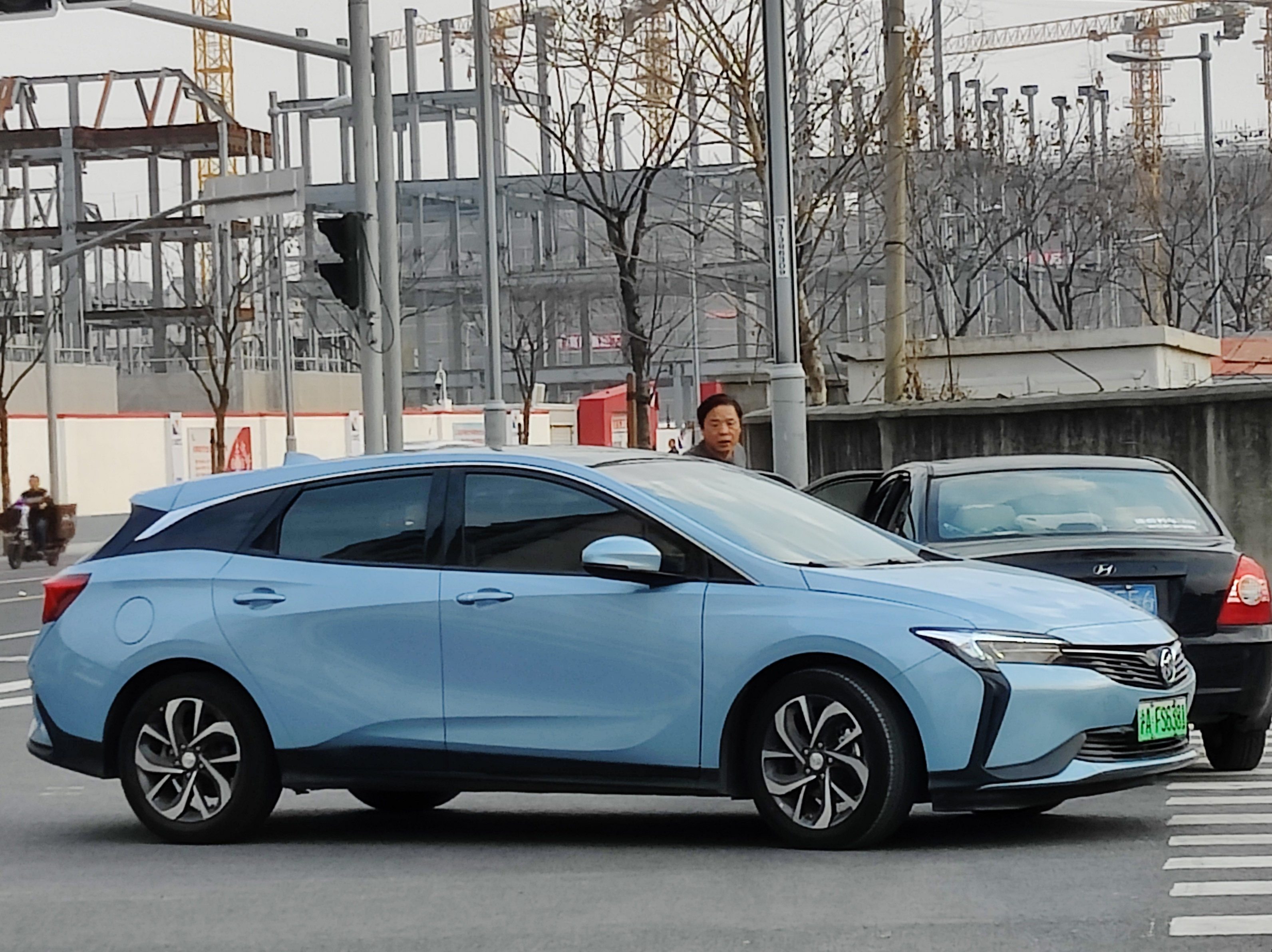
Buick Velite 6 PHEV

W kwietniu 2019 roku na salonie samochodowym w Szanghaju chiński oddział Buicka przedstawił nowy samochód elektryczny zbudowany specjalnie z myślą o lokalnym rynku. Velite 6 powstał jako pierwszy pojazd Buicka w Chinach typu New Energy Vehicle, stanowiący nową taktykę elektryfikacji gamy producenta.
Buick Velite 6 zastąpił hybrydowy model importowany z amerykańskich zakładów Chevroleta, powstając jako awangardowo stylizowana wariacja na temat kombi z elementami stylizacji pojazdów typu fastback. Pojazd wyróżniła smukła sylwetka z agresywnie stylizowanymi reflektorami i łagodnie opadającą linią dachu i lampami w kształcie bumerangów.
Kabina pasażerska została utrzymana w awangardowym wzornictwie, z masywną konsolą centralną zdominowaną przez wysoko umieszczony wyświetlacz do sterowania systemem multimedialnym. Pojazd wyposażono w szeroką gamę systemów bezpieczeństwa i wspomagania kierowcy podczas jazdy.

### Velite 6 PHEV
W lipcu 2020 roku Buick przedstawił spalinowo-elektryczny wariant Velite 6 PHEV. Układ napędowy pojazdu utworzył 1,5-litrowy silnik benzynowy o mocy 184 KM połączony z silnikiem elektrycznym i baterią o pojemności 9,5 kWh. Na jednym ładowaniu pojazd może przejechać na samej energii elektrycznej do 60 kilometrów. Z przodu pojawiłī się z kolei dwa wloty powietrza w zderzaku.

### Dane techniczne
Elektryczny układ napędowy Buick Velite 6 tworzy silnik elektryczny o mocy 114 KM i bateria o pojemności 35 kWh. Pojazd oferuje na jednym ładowaniu zasięg od 301 kilometrów, rozwijając maksymalnie 150 km/h i 255 Nm maksymalnego momentu obrotowego. Topowy wariant Velite 6 Plus dzięki większej baterii oferuje maksymalny zasięg na jednym ładowaniu do 401 kilometrów.